# Fonds national de protection sociale de la république d'Azerbaïdjan
Le Fonds national de protection sociale de la république d'Azerbaïdjan (en azéri : Azərbaycan Respublikası Dövlət Sosial Müdafiə Fondu) est une agence gouvernementale au sein du cabinet de l'Azerbaïdjan chargée de réglementer les activités dans le secteur de l'assurance sociale et de fournir des pensions aux citoyens de la république d'Azerbaïdjan. L'agence est dirigée par Salim Muslumov.

## Histoire
Pendant tout le régime soviétique, les assurances sociales et les pensions des citoyens azerbaïdjanais étaient fournies par l'État. En 1990, le fonds soviétique d’assurance sociale a été créé et toutes les entreprises, établissements, organisations, coopératives, fermes d’État, fermes collectives et autres organisations du pays ont dû verser des contributions à ce fonds. En 1991, par décret du Cabinet des ministres de la République socialiste soviétique d'Azerbaïdjan, un fonds d'assurance sociale de la RSS d'Azerbaïdjan a été créé. 
Après le rétablissement de l'indépendance de l'Azerbaïdjan dans la seconde moitié de 1991, la branche azerbaïdjanaise du fonds de pension soviétique a été transformée en fonds de pension d'Azerbaïdjan par le décret présidentiel du 16 décembre 1991. Le 1er juin 1992, l'Assemblée nationale d'Azerbaïdjan a adopté une loi "sur les allocations normatives pour le fonds de sécurité sociale et de l'emploi", selon laquelle les cotisations d'assurance sociale représenteraient 40% de la masse salariale brute. Le fonds de pension devait recevoir 85% de ce montant, les 15% restants étant versés au fonds d'assurance sociale. Dans le but d'améliorer et de moderniser le système de sécurité sociale du pays, le 30 septembre 1992, le Président Aboulfaz Eltchibeï a publié un décret supprimant le fonds de pension et le fonds d'assurance sociale et instituant le fonds public de protection sociale. Les lois sur la réforme de l'assurance sociale et des retraites de 1997 et 2001 ont encore amélioré le système de sécurité sociale en le mettant en conformité avec les normes internationales. Grâce aux réformes liées au système unique d'assurance et de retraite dans le pays jusqu'en 2006, les soldats des forces armées azerbaïdjanaises et les personnes ayant des grades spéciaux sont désormais couverts par l'assurance sociale obligatoire.   

## Structure
Le fonds est dirigé par un président et un député nommés par le président de l'Azerbaïdjan. 13 divisions sont incluses dans le bureau central de Fonds national de protection sociale:
- Division de la politique des pensions, des assurances et de la recherche stratégique
- Division des finances
- Répartition du travail
- Division du droit
- Division de l'audit interne
- Division de l'organisation de la comptabilité individuelle
- Division de la technologie de l'information
- Division de l'emploi et de la formation
- Division de l'exécution budgétaire
- Division du travail avec documents de retraite et recours
- Division de l'économie
- Division des relations internationales
- Division du secrétariat général.

Il est doté d'un conseil d'administration composé de sept membres: le président, deux députés, le président de la République autonome d'Azerbaïdjan, le chef du bureau central du fonds, le chef du département des finances et du budget et le directeur du département du fonds pour travailler avec le personnel militaire et les personnes ayant des grades spéciaux.

## Services électroniques de FNPS
- Enregistrement en ligne des assureurs
- Enregistrement en ligne d'une ferme paysanne familiale
- Enregistrement en ligne d'une personne disposant d'un terrain propice à l'agriculture
- Inscription en ligne de l'assuré
- Acceptation des demandes et des documents relatifs à l'attribution du certificat à l'assureur afin de créer un compte dans la banque ou un autre organisme de crédit
- Fournir des rapports d'assurance sociale obligatoire
- Fournir des informations sur les assurés sur les cotisations sociales obligatoires de l'État
- Présentation d'une liste de salariés bénéficiant d'un emploi préférentiel dans des conditions de travail
- Délivrance d'un certificat de prime d'assurance sociale obligatoire à l'assureur
- Acceptation d'une demande de modification ou de duplication d'un certificat d'assurance sociale d'État
- Soumission d'un rapport de salaire sur les prestations d'invalidité temporaire
- Présentation du rapport sur les prestations de grossesse et de maternité
- Présentation d'un relevé de compte sur les avantages de la naissance de l'enfant
- Soumission d'un compte de planification de compte pour la garde d'enfants jusqu'à ce que l'enfant ait trois ans
- Fournir à l'assuré des informations pertinentes
- Calculateur de pension
- Réception des demandes et des documents pour le changement de retraite et l'âge de la retraite
- Fournir aux retraités des informations pertinentes
- Paiement en ligne des fonds d'assurance sociale obligatoire
- Acceptation des demandes et des documents relatifs au paiement des prestations pour les funérailles[4]